# 奥尔莫斯德奥赫达
奥尔莫斯德奥赫达，是西班牙卡斯蒂利亚-莱昂帕伦西亚省的一个市镇。 总面积104平方公里，总人口308人（2001年），人口密度3人/平方公里。